# Ширан, Вики
Вики Ширан (ивр. ויקי שירן‎, 28 февраля 1947, Каир — 15 марта 2004) — израильский криминолог, социолог, поэтесса, кинорежиссёр, медийная и общественная деятельница. Она была лидером движения, пропагандирующего сознательность мизрахим в Израиле. Она была сторонницей равных прав и сыграла ключевую роль в борьбе за продвижение мизрахим (евреев — выходцев из арабских или мусульманских стран). Она была среди основателей Демократической коалиции мизрахим и феминистской группы Ахоти и считается одной из матерей-основательниц феминистского движения мизрахим.

## Ранние годы
Викторина «Вики» Бен Натан родилась в Каире в семье Сальво и Фортуны Бен Натан. Сальво, родом из Александрии, имел высшее бухгалтерское образование, но работал разнорабочим на текстильной фабрике. Семья, включая её сестер Одетту (1944 г.р.) и Вержан (1950 г.р.), иммигрировала в Израиль в 1951 году, когда ей было 4 года. Там в 1956 году родился её брат Узи. Детство она провела в трущобах Хатиква («Надежда» на иврите) Тель-Авива. В 1960 году её отец потерял работу во время экономического спада, и она была вынуждена бросить школу в возрасте 13 лет и пойти на работу, чтобы помочь поддержать свою семью. В 17 лет она сдала вступительные экзамены, отправившись в вечернюю школу.
В 1974 году она вышла замуж за Хаима Ширана (Шакирана), кинорежиссёра родом из Мекнеса, Марокко. У них было две дочери.

## Образование
Ширан получила степень бакалавра литературы, истории и криминологии, а также степень магистра криминологии в Тель-Авивском университете.
В 1991 году она получила ещё одну степень магистра и доктора философии в Колледже уголовного права Джона Джея Нью-Йоркского университета. Её докторская диссертация называлась «Политическая коррупция – власть игры: пример Израиля». Работа была основана на архивных, юридических и медиа-исследованиях, посвящённых коррупции в израильской политике и дискриминации политиков-мизрахим. Ширан проанализировала известные случаи политической коррупции и беловоротничковой преступности в Израиле в период с 1948 по 1988 год. Согласно анализу Ширан, политические и правовые системы склонны жёстко наказывать мизрахим и арабских политиков, принадлежащих к небольшим партиям, в то же время проявляя сдержанность или даже игнорируя действия политиков, более близких к правящей гегемонии.
В 1990-е годы она преподавала криминологию и гендер в академическом колледже Бейт-Берл, а также преподавала на факультете права и криминологии Еврейского университета в Иерусалиме. В 2003 году она основала Программу женских и гендерных исследований в колледже Бейт-Берл и была назначена её первым председателем.

## Общественная деятельность мизрахим
Ширан была видной активисткой против всех форм угнетения прав человека в Израиле. В частности, она оставила свой след в трёх основных областях: борьба за израильско-палестинский мир, феминизм и права мизрахим.
Она часто выражала свои мысли способами, которые некоторые считали провокационными. Например, она сказала: «Для любого, кто живёт в неблагополучном районе, это означает, что государство их трахнуло. Вот так просто… В израильском обществе существует неравенство. Неравенство не только классовое, оно имеет ещё и цвет».
Ширан отождествляла себя с левыми организациями в Израиле, часто протестовала против оккупации палестинских территорий и выражала поддержку созданию палестинского государства. Начиная с 1970 года она стала активно участвовать в организациях, идентифицированных как мизрахим, и борющихся против оккупации, включая «Демократическую радугу мизрахим» и «Восток к миру». Она участвовала в многочисленных мирных конференциях и демонстрациях в Израиле и Европе.
Как феминистка, Ширан была одной из основательниц Женской группы мизрахим, которая была создана для пробуждения общественного феминистского дискурса в Израиле в свете того, что она считала провалом второй волны феминизма: «Вполне возможно, что, поскольку израильский феминизм оставался в стороне от социальных проблем и даже игнорировал их, он остался в стороне в общественном дискурсе». В 1999 году эта группа стала феминистским движением мизрахим «Ахоти», которое продвигает экономическую, социальную и культурную справедливость и солидарность с женщинами с низким социально-экономическим статусом в Израиле.
Ширан начала свою деятельность в сфере мизрахим в юности в районе Хатиква: сначала как ведущая фигура в молодёжных социальных протестных движениях мизрахим, а затем на протяжении 1970-х и 1980-х годов в «Чёрных пантерах», «Гражданах за соседство», «Восточном фронте» и других организациях. С 1969 по 1975 год руководила общественным театром в Яффе. В 1981 году она инициировала конференцию «Израиль – это я!», на которой впервые открыто обсуждались разногласия между истеблишментом ашкенази и мизрахим и палестинскими гражданами Израиля. Это привело её к созданию сцены «Новое направление» в трущобах Ха-Тиквы, куда она и её друзья-активисты приглашали ашкеназских политиков и общественных деятелей, чтобы они услышали их критику по поводу пересечения этнических и классовых различий в Израиле.
В начале 1980-х годов она возглавляла движение «Цалаш» («Сионизм за равенство»), в состав которого входили Даниэль Бен-Симон и социолог Сэмми Смуха. В 1981 году движение обратилось в Верховный суд Израиля против Управления телерадиовещания Израиля. В иске утверждалось, что исторический сериал «Огненный столп» игнорирует существование мизрахим и отрицает их роль в построении нации. Ширан потребовала запретить сериал до тех пор, пока эта предвзятость не будет исправлена. Иск Ширан был отклонён Высшим судом, но приговор, известный как «Апелляция Ширан», стал важной вехой в борьбе мизрахим с дискриминацией в Израиле.
В 1981 году она присоединилась к Тами (Традиционное движение Израиля), политической партии, которая обращалась к традиционной религиозной общине мизрахим и которую возглавлял Аарон Абухацира. Ширан стала представителем партии. В 1996 году она была одной из основателей «Демократической радужной коалиции мизрахим», движения, которое боролось за социальную, экономическую и культурную справедливость. В 2003 году вместе с другими активистами «Демократической радуги мизрахим» Ширан выиграла иск в Верховном суде против Земельного управления Израиля относительно справедливого жилищного строительства и справедливого распределения земли.
В 1983 году она баллотировалась на пост мэра Тель-Авива-Яффо в составе списка партии Тами, но получила лишь 1,6 процента голосов, тогда как сам список набрал 1,9 процента голосов и не прошёл в городской совет.

## Феминизм мизрахим
Ширан считается одной из «матерей-основательниц» феминистского движения мизрахим и первой публичной персоной движения.
Местом зарождения феминизма мизрахим – феминистского движения, которое занимается особым пересечением угнетения женщин-мизрахим – считается 10-я Феминистская конференция, которая состоялась в Гиват-Хавива в 1994 году. В то время женщины-мизрахим в феминистском движении боролись за признание своих проблем и их включение в феминистскую повестку дня, а также за представительство в ключевых организациях, принимающих решения, и центрах власти в движении. Израильский феминизм был в основном импортирован из Соединённых Штатов в 1970-х и 1980-х годах и принят в основном доминирующей группой белых еврейских женщин-ашкенази в Израиле. Идея о том, что проблемы, с которыми сталкиваются женщины, не являются универсальными, вызывала сильное сопротивление, и женщины-мизрахим чувствовали себя неуслышанными и маргинализованными в феминистском движении, которое утверждало, что представляет их.
На конференции, когда стало ясно, что повестка дня и темы не будут адаптированы к их потребностям, несколько женщин-мизрахим, в том числе Ширан, Элла Шохат, Тиква Леви, Мира Элиэзер, Генриетта Дахан-Калев, Нета Амар и другие, инициировали попытку «взять микрофон» на конференции. На этот раз они сознательно выбрали план действий, который гарантировал бы, что их нельзя будет игнорировать или не выносить на обсуждение их проблемы, даже ценой открытой конфронтации с ашкеназскими феминистками. Феминистки мизрахим выступили с гневным протестом по поводу этого мероприятия и штурмовали сцену во время идеологических дебатов, обвиняя феминисток ашкенази в расизме, угнетении и изоляции, а также начали рассказывать и описывать свой опыт мизрахим в Израиле. Среди своих историй женщины рассказали о том, как их имена были взяты у них и изменены на израильские имена по прибытии в Израиль, об унижающем достоинство обращении и расизме, который был и продолжает быть свойственным израильскому обществу и институтам, об отношении, которое оказывало на них давление или вынуждало их отрицать и отказываться от своей арабской культуры и языков своих прежних мест обитания, чтобы интегрироваться в израильское общество.
Первоначальная дискуссия, запланированная на вечер, была полностью сорвана и заменена открытой борьбой между участниками, которые разделились по позициям относительно вопроса мизрахим. Женщины-ашкенази категорически отвергли утверждения о том, что они были соучастниками притеснения феминисток мизрахим, и заявили, что этнический вопрос не имеет отношения к феминизму и что он устарел. Женщины-мизрахим, с другой стороны, обвиняли женщин-ашкенази в том, что они заставляют их замолчать, в слепоте к пересечению гендерной, этнической и классовой идентичности женщин-мизрахим и требовали от ашкенази признания того, что мизрахим и этническая борьба также влияют на жизнь женщин и должны быть немедленно интегрированы в израильскую феминистскую борьбу.
После конференции и отказа феминисток-ашкенази признать требования феминисток-мизрахим некоторые женщины-мизрахим почувствовали, что у них нет другого выбора, кроме как отделиться от феминистского движения и действовать независимо. В 1996 году они организовали первую феминистскую конференцию мизрахим, на которой рассматривалась история угнетения мизрахим в Израиле. Ширан стала одной из основных создателей феминистской теории мизрахим и была лидером в сплочении группы в прочное независимое движение, но также участвовала и в массовой феминистской деятельности. Она была одной из основательниц «Ахоти» (в переводе: моей сестре), феминистского движения мизрахим, основанного в 1999 году. Движение начало продвигать трудовые права женщин из угнетённых классов в Израиле, а затем распространилось на различные другие области, такие как освещение женских творений и публикаций, справедливая торговля, создание Дома Ахоти, который служит общественным центром, галереей, штаб-квартирой для активисток и многим другим. Она также была одним из видных лидеров кампании против порнографии в средствах массовой информации, и её последним достижением в качестве активистки перед смертью было то, что она успешно продвигала законопроект и проиграла иск в Верховном суде против трансляции порнографии на общественном телевидении.
Ширан был разработчиком «четвертного» принципа представительства, согласно которому ресурсы всегда должны быть поровну разделены между израильско-палестинскими женщинами, мизрахим, ашкенази и лесбиянками. Этот принцип также применяется к институциональному представительству, например, к составу комитетов, конференций и групп.

## Медиаактивность
Ширан входила в совет директоров Управления телерадиовещания Израиля (2000–2004 гг.), была членом Второго управления телевидения и радио, директором новостной компании Channel 2 (2000–2004 гг.) и членом совета директоров издательства Am Oved (2001–2004 гг.).

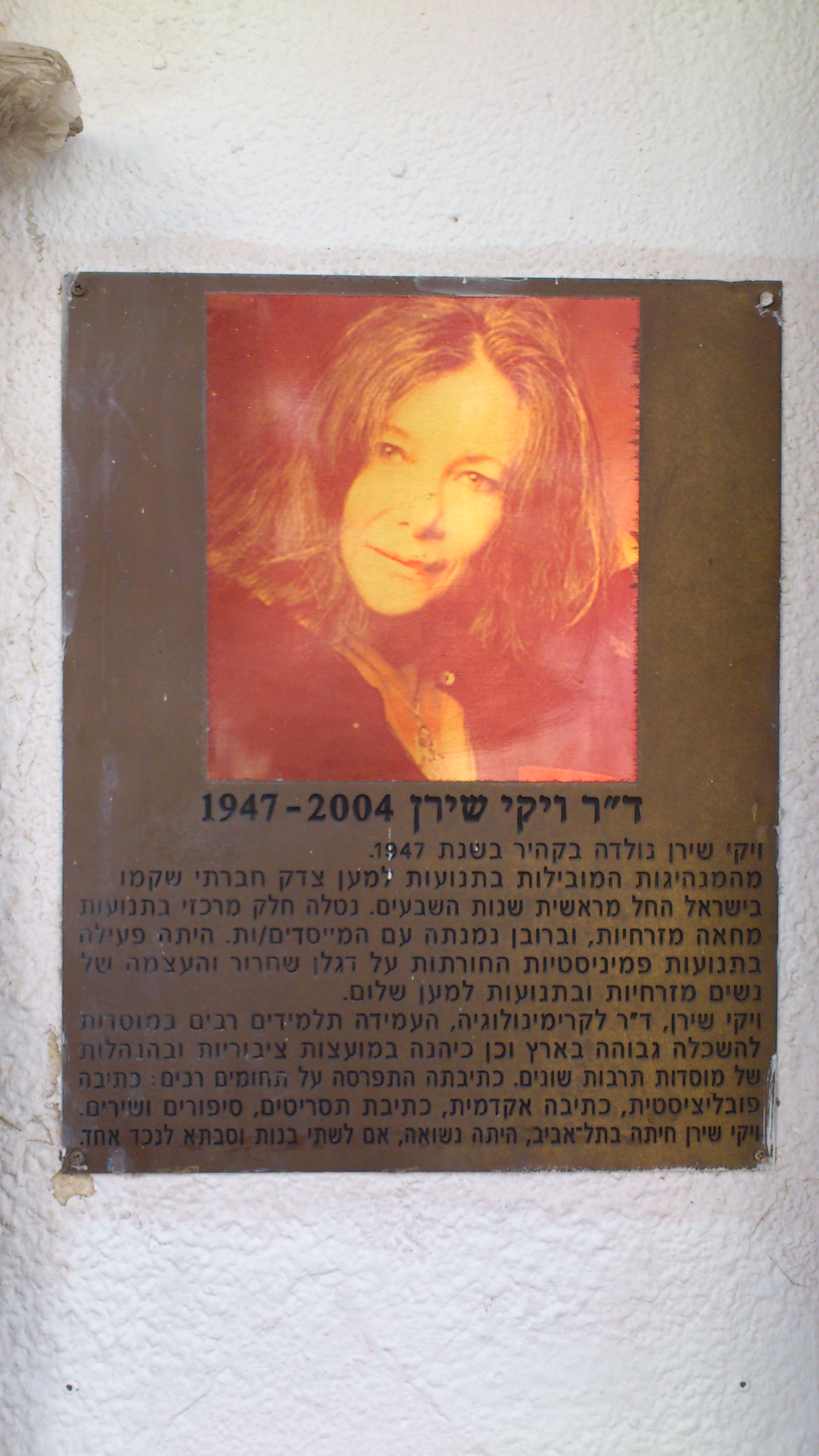
Мемориальная доска в память о Вики Ширан в Феминистском центре на улице Перец в Тель-Авиве.

Ширан стала известной фигурой в средствах массовой информации, активно появляясь на телевидении, радио и в новостях, продвигая социальные проблемы, над которыми она работала. Она опубликовала сотни статей в «Едиот ахронот» и других газетах. В своих интервью она настаивала на принципе равного представительства женщин и других маргинализированных групп в средствах массовой информации. Её последняя кампания была с «Коалицией женщин против порнографии», которая боролась с порнографическими трансляциями на израильских телеканалах.
«Она была легендой. Все знали её политику, но её политика имела значение только в человеческом контексте», — сказала Замира Рон из «Ахоти». «Она всегда хотела, чтобы мы побывали в бедствующих кварталах, разыскали женщин и мужчин старше сорока лет, у которых никогда не было возможности ходить в школу, и убедили их вернуться и получить образование. Она разговаривала с ними как с другом, с каждым, просто и на уровне глаз». 
Ширан была сценаристом фильма «Соляная статуя» (1981), снятого Израильским образовательным телевидением, получившего Международную премию ЮНЕСКО и престижную израильскую премию «Арфа Давида».

## Смерть и память
В 1997 году у Вики Ширан диагностировали рак груди. Несмотря на болезнь, она продолжала вкладывать все свои таланты и ресурсы в содействие культурному и общественному благосостоянию.
В начале 2004 года её здоровье ухудшилось. Она умерла 15 марта 2004 года и была похоронена на гражданском кладбище кибуца Эйнат.
В 2005 году, примерно через год после её смерти, издательство Am Oved опубликовало сборник её стихов «Разрушая стену».
Книга «Моей сестре, феминистская политика мизрахим» была опубликована в 2007 году и посвящена её памяти.
Премия Вики Ширан присуждалась лучшему документальному фильму на Международном женском кинофестивале в Реховоте до закрытия фестиваля в 2014 году.
В 2013 году Ицхак Халуци снял фильм «Разрушая стену» об истории жизни Ширан.